# Oecobius caesaris
Oecobius caesaris är en spindelart som beskrevs av Jörg Wunderlich 1987. Oecobius caesaris ingår i släktet Oecobius och familjen Oecobiidae. Inga underarter finns listade i Catalogue of Life.